# Pardosa falcifera
Pardosa falcifera là một loài nhện trong họ Lycosidae.
Loài này thuộc chi Pardosa. Pardosa falcifera được Frederick Octavius Pickard-Cambridge miêu tả năm 1902.